# Wade Barrett
Stuart Alexander "Stu" Bannett (n. 10 august 1980, Manchester, Anglia) este un wrestler britanic care este popular pentru perioada petrecuta in WWE sub numele de Wade Barret,Bad News Barret sau King Barret.Pe data de 6 mai 2016,WWE a anuntat rezilierea contractului sau
.

## Manevre de final
- Spinebuster 2004-2009
- Wasteland 2010-prezent
- Winds of Change 2012-prezent
- Bullhammer 2014-prezent

## Manageri
- Chris Jericho

## Melodii de intrare
- We are one de 12 Stones (7 iunie 2010-3 ianuarie 2011)
- End of days de Jim Johnston (14 ianuarie 2011-28 ianuarie 2012)
- The World Belongs To Me (29 ianuarie 2012-prezent)

## Championate și realizări

### WWE
- WWE Intercontinental Championship (5 ori)
- King of the ring (o dată) (2015)